# Freikatholische Kirche
Die Freikatholische Kirche ist eine Kirche in katholischer Tradition mit Sitz in Nürnberg. Sie entspringt der Katholisch-Apostolischen Kirche Brasiliens und ist unabhängig von der römisch-katholischen Kirche.

## Geschichte
Die Katholisch-Apostolische Kirche Brasiliens wurde 1945 vom ehemaligen römisch-katholische Bischof von Botucatu Carlos Duarte Costa nach seiner zuvor im selben Jahr erfolgten Exkommunikation gegründet. Durch den späteren Erzbischof Johannes Peter Meyer kam sie 1949 unter dem Namen Freikatholische Kirche nach Deutschland. Der Sitz befand sich zuerst in Köln und wurde 1976 nach München verlegt.
Anfang 2015 wurde auf der Website der Kirche gemeldet, dass der Erzbischof Hilarios Ungerer „an einem tödlichen Krebsleiden erkrankt“ sei. Weitere Meldungen sind seitdem (Stand Juli 2022) nicht erfolgt.
Ende 2015 beschloss die Mitgliederversammlung die Verlegung des Vereinssitzes nach Nürnberg. „Erzbischof und Primas von Deutschland“ ist nun Silverio Escobar Umipig.

## Lehre
Die Freikatholische Kirche sieht sich als Teil der einen Kirche Jesu Christi und fühlt sich als nichtrömisch-katholische Kirche der Tradition der Urkirche verpflichtet. Die Bischöfe sind nach eigenem Verständnis rechtmäßige Nachfolger des Apostels Petrus, da sie die gültige apostolische Sukzession besitzen. Die gottesdienstlichen Handlungen (Messfeier, Sakramentenspendung, Hochzeiten und Beerdigungen) werden entweder im eigenen, im ordentlichen römischen oder im außerordentlichen römischen Ritus gehalten. Es gibt keine Zölibatsverpflichtung.

## Verbreitung
Nach Informationen des Religionswissenschaftlichen Medien- und Informationsdienstes (REMID) hatte die Freikatholische Kirche in Deutschland 2005 fünf Gemeinden, vier Ortsgruppen und etwas mehr als 400 Mitglieder.

## Organisation
Die Freikatholische Kirche ist als eingetragener Verein Freikatholische Kirche in Deutschland e. V. organisiert.
Sie untersteht dem Patriarchat der Katholisch-Apostolischen Kirche Brasiliens. Laut ihren Statuten steht in Deutschland der Primas-Erzbischof an der Spitze, gefolgt von seinem Generalvikar, den Priestern und dem Konsistorium. Der Verein ist als gemeinnützig anerkannt und finanziert sich aus Spendenmitteln. Die als Kirche ausgestalteten Vereinsräume befinden sich in einem ehemaligen Laden. Seit 1955 wird das Mitteilungsblatt Die Sendung herausgegeben.
Die Freikatholische Kirche besitzt in München die Ladenkirche St. Peter und Paul. In Manila bestehen nach eigenen Angaben zwei „Missionen“ und in den USA drei Gemeinden (Los Angeles, Miami und Chicago).

## Leitende Bischöfe
- Johannes Peter Meyer Erzbischof 1955–1976
- Georg Fröbrich, 1975–1976
- Hilarios Ungerer, Erzbischofkoadjutor 1974–1976, Erzbischof seit 1976
- Silverio Umipig, Erzbischofkoadjutor seit 2004
- Giovanni Gulielminetti, Bischof von Mallorca 2008–2012

## Ökumene
Die Gruppierung steht nicht in Gemeinschaft mit den ökumenisch verbundenen Kirchen. Ihre Weihehandlungen werden von der römisch-katholischen Kirche nicht als rechtmäßig anerkannt.